# 長瀬村 (福島県)
長瀬村（ながせむら）は福島県耶麻郡にかつて存在した村である。

## 地理
現在の猪苗代町の西部に位置する。

## 歴史

### 村域の変遷
- 1889年（明治22年）4月1日 - 町村制施行により、八幡村・三郷村・川桁村が合併し耶麻郡長瀬村が発足。
- 1955年（昭和30年）7月20日 - 長瀬村は猪苗代町に編入され、消滅。

変遷表
| 1868年 以前 | 1868年 以前 | 明治8年 | 明治22年 4月1日 | 昭和30年 7月20日 | 現在     |
| ----------- | ----------- | ------- | --------------- | ---------------- | -------- |
|             | 内野村      | 八幡村  | 長瀬村          | 猪苗代町 に編入  | 猪苗代町 |
|             | 明戸村      | 八幡村  | 長瀬村          | 猪苗代町 に編入  | 猪苗代町 |
|             | 白津村      | 八幡村  | 長瀬村          | 猪苗代町 に編入  | 猪苗代町 |
|             | 東舘村      | 八幡村  | 長瀬村          | 猪苗代町 に編入  | 猪苗代町 |
|             | 堀切村      | 三郷村  | 長瀬村          | 猪苗代町 に編入  | 猪苗代町 |
|             | 下館村      | 三郷村  | 長瀬村          | 猪苗代町 に編入  | 猪苗代町 |
|             | 荻窪村      | 三郷村  | 長瀬村          | 猪苗代町 に編入  | 猪苗代町 |
|             | 水沢村      | 三郷村  | 長瀬村          | 猪苗代町 に編入  | 猪苗代町 |
|             | 幸野村      | 川桁村  | 長瀬村          | 猪苗代町 に編入  | 猪苗代町 |
|             | 曲淵村      | 川桁村  | 長瀬村          | 猪苗代町 に編入  | 猪苗代町 |
|             | 新屋敷村    | 川桁村  | 長瀬村          | 猪苗代町 に編入  | 猪苗代町 |

## 大字
- 八幡（やはた）
- 三郷（みさと）
- 川桁（かわげた）

## 人口・世帯

### 人口
総数 [単位： 人]
| 1889年（明治22年） | 2,249 |
| 1907年（明治40年） | 2,645 |
| 1920年（大正 9年） | 2,731 |
| 1947年（昭和22年） | 3,919 |

### 世帯
総数 [単位： 世帯]
| 1920年（大正 9年） | 433 |
| 1947年（昭和22年） | 621 |

## 交通（廃止直前）

### 鉄道
- 日本国有鉄道（ → 東日本旅客鉄道）
  - ■磐越西線
    - 川桁駅
- 日本硫黄沼尻鉄道部（ → 日本硫黄観光 → 磐梯急行電鉄）
  - 川桁駅 - 白津駅 - 内野駅 - 会津下館駅 - 荻窪駅

※1968年10月14日に休止。1969年3月27日に廃止。